# Kuzicus suzukii
Kuzicus suzukii är en insektsart som först beskrevs av Matsumura, S. och Tokuichi Shiraki 1908.  Kuzicus suzukii ingår i släktet Kuzicus och familjen vårtbitare. Inga underarter finns listade i Catalogue of Life.